# Susy Diab
Susy Diab Linale (La Paz, 15 de noviembre de 1985) es una modelo, actriz y empresaria boliviana.

## Biografía
Comenzó sus estudios escolares en 1992, saliendo bachiller el año 2003 del colegio Saint Andrew de su ciudad natal.
Empezó a modelar desde el año 2000 con apenas 14 años de edad. En 2001 ingresó al mundo del modelaje formando parte de las magníficas de la agencia de Pablo Manzoni, donde logró modelar en la ciudad de Punta del Este en Uruguay, en la ciudad de Viña del Mar en Chile y en la ciudad de Buenos Aires en Argentina.
En Argentina fue contratada por la agencia de modelaje de Pancho Dotto, en donde simultáneamente estudiaba periodismo en la Universidad de  Belgrano de dicho país. Vivió en Argentina por un lapso de tiempo de 5 años hasta el año 2009. Trabajo también para la agencia de modelos del argentino Roberto Giordano.
En 2009, a sus 23 años de edad, decide ingresar al mundo de la actuación y se traslada a vivir a la ciudad de Nueva York en Estados Unidos donde realizó estudios de actuación además de trabajar en varios campañas publicitarias, así como también en editoriales de moda, para revistas pequeñas. Vivió en aquella ciudad por 3 años hasta 2012.
El año 2012, se traslada a vivir a la ciudad de Los Ángeles, California para realizar cursos de actuación en Hollywood y trabajar a la vez como actriz. Como reconocida modelo fue la imagen de varias empresas como la cerveza Corona, la marca Elizabeth Arden, Head & Shoulders, Honda y Porshe.
A nivel mundial se puede destacar la participación de Susy Diab como personaje secundario en el videoclip "High off my love" del año 2015 al lado de la multimillonaria heredera Paris Hilton.
En su carrera como modelo recibió varias ofertas importantes para modelar en la ciudad de Milán en Italia, pero ella las rechazó debido a la extrema y exagerada dieta que los italianos le pedían que debiera seguir para poder modelar en ese país europeo.
Sobre su experiencia en Italia, la prensa escrita en Bolivia se referiría de la siguiente manera a una entrevista realizada a Susy Diab: 

"Tenia que irse a Milán, pero antes tuvo que hacer una dieta ‘ridícula’ -como la llama ella- para que la aceptaran en la ciudad italiana. Comió según los consejos de Oprah Winfrey, pero pronto el organismo de Susy Diab no respondió y cayó gravemente enferma. Eso la detuvo y la hizo reflexionar. “Debo aceptarme tal como soy”, se dijo Susy Diab y ya no quiso ‘castigar’ más a su cuerpo con ridículas dietas"
Modelo paceña Susy Diab (2 de julio de 2018).

Pero a pesar de lo sucedido en Italia, Susy Diab tuvo una extensa carrera como modelo la cual le ha llevado a modelar en pasarelas importantes de varios países del mundo como Alemania, España, Singapur, Hong Kong, Grecia y México. Abrió su propia agencia de modelos en California, donde actualmente reside.
En 2018, ya sus 32 años de edad, decide retornar a Bolivia momentáneamente para participar de una mini telenovela denominada Despéiname la vida producida por la Red Unitel junto a la presentadora de televisión paceña Grisel Quiroga.
En 2019 forma parte del jurado del programa Yo me Llamo a lado de Bonny Lovy y Vladimir Bravo.